# 小野まり
小野 まり（おの　まり、生年不詳）は、日本のNPO法人ナショナル・トラストサポートセンター代表、NPO法人埼玉ハンノウ大学学長、著述家。

## 経歴
1980年代から1990年代にかけて東京でグラフィックデザイナーとして活動。2001年には英国ナショナル・トラストとの共同文化事業「HENRO（遍路）展」をプロデュースした。
2002年までリクルートにて雑誌編集にかかわっていたが、同年、家族とともに英国へ移住した。
2005年からロンドンにある書籍出版社CICO Booksと組んで、10年以上に渡り折り紙関連書籍を出版。書籍は米国を含む全世界で販売され、販売部数は55万部を超える。2016年秋には、著書『More ORIGAMI for Children』が、イギリスの「ホームメーカー」誌が主催するホームメーカー・アート・アンド・クラフトブック賞において、ベスト・チルドレンズ・クラフト・ブック賞（最優秀児童工芸本賞）を受賞した。

## 著書
- お茶しませんか?英国で−ザ・ナショナル・トラストガーデン＆紅茶の旅 青春出版 2001
- 図説 英国ナショナル・トラスト紀行（ふくろうの本/世界の文化） 河出書房新社　2006
- 図説 英国コッツウォルズ−憧れのカントリーサイドのすべて（ふくろうの本） 河出書房新社　2007
- 図説 英国湖水地方−ナショナル・トラストの聖地を訪ねる（ふくろうの本/世界の文化） 河出書房新社　2010
- 図説　英国インテリアの歴史：魅惑のヴィクトリアン・ハウス（ふくろうの本） 河出書房新社　2013/2019
- 英国王室流教育の極意：エリザベス女王からジョージ王子まで　河出書房新社　2015
- 図説　英国ナショナル・トラスト（ふくろうの本） 河出書房新社　2016
- 図説　英国アンティークの世界：華麗なる英国貴族の遺産（ふくろうの本） 河出書房新社　2017
- Simple Art of Japanese Papercrafts: 35 Gift Ideas for Step-by-step Oriental Style　CICO Books 2005
- Origami for Children: 35 step-by-step projects　CICO Books 2008
- Fly Origami Fly: 35 Amazing Flying Objects to Fold in an Instant　CICO Books 2010
- Wild & Wonderful Origami: 35 of your favourite wild animals to fold in an instant　CICO Books 2011
- Dinogami: 25 of your favourite dinosaurs to fold in an instant　CICO Books 2012
- Origami Farm: 35 farmyard favorites to fold in an instant　CICO Books 2013
- Origami Cars, Boats, Trains and more: 35 projects to fold in an instant　CICO Books 2013
- More Origami for Children: 35 fun paper projects to fold in an instant　CICO Books 2015
- Origami for Mindfulness: Color and fold your way to inner peace with these 35 calming projects　CICO Books 2016
- Origami Animal Friends: Fold 35 of your favorite dogs, cats, rabbits, and more　CICO Books 2017
- Fun Origami for Children: Wild!: 12 amazing animals to fold　CICO Books 2017
- Origami for Kids: 35 fun paper projects to fold in an instant　CICO Books 2020